# Lieder die wie Wunden bluten
Lieder die wie Wunden bluten (alem. "Canciones que sangran como heridas") es el primer álbum de estudio de la banda austríaca de darkwave L'Âme Immortelle.

## Lista de canciones original
1. "Licht Tötet Schatten"
2. "Figure in the Mirror"
3. "Winter of My Soul"
4. "Into Thy Gentle Embrace"
5. "Life Will Never Be The Same Again"
6. "Flammenmeer"
7. "Crimson Skies"
8. "The Night is My Shelter"
9. "Lieder Die Wie Wunden Bluten"
10. "These Mortal Feelings"
11. "Die Zeit in der die Freundschaft Starb"
12. "Brother Against Brother"
13. "Life Will Never Be the Same Again" (Klassische Fassung)
14. "Die Tote Kirche"

## Lista de canciones Estados Unidos
1. "Licht Tötet Schatten"
2. "Figure in the Mirror"
3. "Winter of My Soul"
4. "Into Thy Gentle Embrace"
5. "Life Will Never Be The Same Again"
6. "Flammenmeer"
7. "Crimson Skies"
8. "The Night is My Shelter"
9. "Lieder Die Wie Wunden Bluten"
10. "These Mortal Feelings"
11. "Die Zeit in der die Freundschaft Starb"
12. "Brother Against Brother"
13. "Die Tote Kirche"
14. "Life Will Never Be the Same Again" (Klassische Fassung)
15. "Seelensturm" (Live Berlin 2004 bonus track)

- Datos: Q1110431